# Jeon Jung-woo
Jeon Jung-woo (* 27. Mai 1994) ist ein südkoreanischer Eishockeyspieler, der seit 2022 bei Anyang Halla in der Asia League Ice Hockey unter Vertrag steht.

## Karriere
Jeon Jung-woo begann seine Karriere als Eishockeyspieler in der Mannschaft der Shin Song Highschool. Von 2013 bis 2016 stand er drei Jahre für das Team der Yonsei-Universität auf dem Eis. Anschließend spielte er eine Saison bei den Daemyung Killer Whales in der Asia League Ice Hockey. Nachdem er zwischenzeitlich in den Amateurbereich zurückgekehrt war, spielte er 2019/20 erneut für die Killer Whales. Seit 2022 spielt er beim Ligakonkurrenten Anyang Halla, mit dem er 2023 und 2024 die Asia League gewinnen konnte.

### International
Für Südkorea nahm Jeon Jung-woo bereits an der U18-Weltmeisterschaft 2012 und der U20-Weltmeisterschaft 2014 jeweils in der Division II teil. Sein Debüt in der Herren-Auswahl des ostasiatischen Landes gab er bei den Winter-Asienspielen 2017 als er mit den Ostasiaten Platz zwei hinter Kasachstan belegte. Im Folgejahr vertrat er seine Farben sowohl bei den Olympischen Winterspielen 2018 im eigenen Land, als auch in der Top-Division der Weltmeisterschaft. Nach dem dort erlittenen Abstieg, spielte er 2019, 2022, 2023 und 2024 in der Division I.
Zudem stand er bei der Qualifikation für die Olympischen Winterspiele in Peking 2022 im südkoreanischen Kader.

## Erfolge und Auszeichnungen
- 2012 Aufstieg in die Division I, Gruppe B, bei der U18-Weltmeisterschaft der Division II, Gruppe A
- 2014 Aufstieg in die Division II, Gruppe A, bei der U20-Weltmeisterschaft der Division II, Gruppe B
- 2017 Silbermedaille bei den Winter-Asienspielen
- 2023 Gewinn der Asia League Ice Hockey mit Anyang Halla
- 2024 Gewinn der Asia League Ice Hockey mit Anyang Halla

## Asia-League-Statistik
(Stand: Ende der Saison 2023/24)